# تایکی تاکاسه
تایکی تاکاسه (انگلیسی: Daiju Takase؛ زادهٔ ۲۰ آوریل ۱۹۷۸) ورزشکار هنرهای رزمی ترکیبی اهل ژاپن است.